# 온라인 쇼핑몰
온라인 쇼핑몰(Online shopping Mall) 또는 인터넷 쇼핑몰(Internet shopping Mall)은 인터넷 등을 이용하여 상품을 매매 할 수 있도록 만든 가상 상점을 말한다. 여러 제3자로부터 제품이나 서비스의 정보를 제공받는 일종의 전자상거래 사이트이다. 온라인 쇼핑몰은 다채널 전자상거래의 주요 유형이며 생산 프로세스를 간소화하는 방법이 될 수 있다.
온라인 쇼핑몰에서 소비자 거래는 쇼핑몰 운영자에 의해 처리된 후 참여 소매업체 또는 도매업체에 의해 배송 및 이행된다. 이러한 유형의 웹사이트에서는 사용자가 "판매 후" 수수료를 받고 단일 품목을 여러 품목에 등록하고 판매할 수 있다.
쇼핑몰은 다양한 공급업체의 제품을 집계하기 때문에 공급업체별 온라인 소매점보다 선택의 폭이 더 넓고 가용성도 높다. 일부 온라인 쇼핑몰에는 소비자의 거의 모든 요구 사항을 충족하는 다양한 일반 관심 상품이 있고, 다른 일부는 소비자별로 특정 세그먼트에 맞춰져 있다. 2014년에는 온라인 쇼핑몰이 풍부해졌다.
인터넷 쇼핑몰은 전통 시장과 같은 시간적·공간적 제약이 없고 국경이 없다는 특성을 지니고 있다.

## 장단점

### 장점
- 인터넷에 개설된 국내외 각국의 가상상점에서 쇼핑 시간에 제약을 받지 않는다.
- 오프라인 매장에 비해 마진]이 적다. 따라서 저렴한 가격으로 상품을 구입할 수 있다.
- 판매자 측에서는 점포 운영 및 임대비용이 전혀 들지 않는다.
- 상권의 제약을 받지 않으며 소비자의 취향에 맞는 상품정보 제공이 가능하다.

### 단점
- 교환, 반품에 많은 시간하고 비용이 든다.
- 카드 수수료가 비싸다.
- 초기의 시스템 구축에 적지 않은 비용이 쇼요된다.
- 배송시 택배 비용을 추가로 부담해야 한다.

#### 비판
프리랜서 계약자를 위한 초기 글로벌 온라인 마켓플레이스인 oDesk에 대한 2014년 연구에 따르면 마이크로워크 서비스 아웃소싱은 지리적 위치에 관계없이 프리랜서의 기회를 늘렸지만 경험과 기술이 더 높은 수준으로 전환되지 않았기 때문에 대부분의 계약자의 금전적 이익은 제한적이었다.
일반적인 비판은 온라인 마켓플레이스를 둘러싼 법률과 규정이 상당히 미흡하다는 것이다. 결과적으로, 시장과 제3자의 책임, 책무, 의무 사이에는 불일치가 있다. 최근 몇 년 동안 온라인 마켓플레이스와 플랫폼은 소비자 보호가 부족하다는 이유로 많은 비판을 받아왔다.

## B2B 온라인 마켓플레이스
B2B(Business-to-Business) 온라인 마켓플레이스는 기업이 제품이나 서비스를 구매하고 다른 기업에 판매할 수 있는 플랫폼이다. 이러한 마켓플레이스는 일반적으로 특정 제품 또는 서비스 카테고리에 중점을 두고 있으며 기업이 공급업체를 찾고, 가격을 협상하고, 물류를 관리하는 데 사용된다.
B2B 온라인 마켓플레이스의 예로는 전자 상거래 초기에 등장한 최초의 B2B 마켓플레이스인 버티컬넷(VerticalNet), 커머스 원(Commerce One) 및 Covisint가 있다. 보다 현대적인 B2B 마켓플레이스로는 EC21, Elance 및 eBay Business가 있으며, 이것들은 특정 제품 또는 서비스 카테고리에 초점을 맞추고 견적 요청(RFQ), 정보 요청(RFI) 및 제안 요청(RFP)과 같은 복잡한 거래를 촉진한다.

## 온라인 소매
온라인 쇼핑몰은 구매자와 판매자를 연결하여 중개자 역할을 하는 정보 기술 회사이다. 소비재 및 서비스 소매를 위한 널리 사용되는 온라인 쇼핑몰의 예로는 아마존, 타오바오 및 이베이가 있다. 온라인 쇼핑몰 웹사이트에서 판매자는 제품의 기능과 품질에 대한 가격과 정보를 포함한 제품 제공을 게시할 수 있다. 쇼핑몰 판매자는 종종 쇼핑몰 통합업체 또는 채널 통합 소프트웨어를 활용하여 여러 온라인 쇼핑몰에서 제품을 효율적으로 나열하고 판매한다. 잠재 고객은 상품을 검색 및 찾아보고 가격과 품질을 비교한 후 판매자로부터 직접 상품을 구매할 수 있다. 재고는 온라인 쇼핑몰을 운영하는 회사가 아닌 판매자가 보유한다. 온라인 쇼핑몰은 소매점을 운영할 필요가 없기 때문에 판매자의 설치 비용이 낮은 것이 특징이다. 과거 아마존 쇼핑몰이 온라인 쇼핑몰의 롤 모델 역할을 했다면, 알리바바 그룹이 물류, 전자상거래 결제 시스템, 모바일 상거래 등 관련 사업으로 확장한 것은 이제 플립카트(Flipkart)와 같은 다른 쇼핑몰 사업자가 뒤따르고 있다.
소비자 입장에서는 온라인 쇼핑몰을 통해 검색 비용이 절감되지만, 상품 품질에 대한 정보가 부족하고 상품 제공량이 너무 많아 소비자가 구매 결정을 내리기가 더 어려워질 수 있다. 소비자의 구매 결정 능력은 온라인 시장에서 설명, 사진 및 고객 리뷰를 토대로 제품 품질을 검사할 수만 있다는 사실로 인해 방해를 받는다. 온라인 쇼핑몰의 또 다른 특징은 동일한 상품을 여러 판매자가 제공할 수 있다는 점이다. 이 경우 소비자는 예를 들어 해당 판매자에 대한 리뷰의 지원을 받아 판매자를 선택할 수 있는 경우가 많다. 편의성, 판매자 평점, 배송 옵션, 다양한 상품 선택 등 판매자 선택에 영향을 미치는 많은 요인에도 불구하고 고객은 주로 특정 상품의 최저 가격을 기준으로 선택한다.

## 서비스 및 아웃소싱의 경우
IT 서비스, 검색 엔진 최적화, 마케팅, 숙련된 기술 및 무역 작업과 같은 전문 서비스의 온라인 아웃소싱을 위한 마켓플레이스가 있다. 업워크(Upwork) 및 Amazon Mechanical Turk와 같은 소규모 노동 온라인 마켓플레이스를 통해 프리랜서는 컴퓨터와 인터넷 액세스만 필요한 작업을 수행할 수 있다. 아마존에 따르면 Mechanical Turk 시장은 계산적으로 자동화하기 어려운 "인간 지능 작업"에 중점을 두고 있다. 여기에는 콘텐츠 라벨 지정 및 콘텐츠 조정이 포함된다.
소노동 온라인 마켓플레이스를 통해 전 세계 근로자는 공식 고용 상태 없이 콘텐츠 조정 지침에 따라 이미지를 분류하는 등 디지털 작품 작업을 수행할 수 있다. 공연 작업자는 수행된 각 작업에 대해 급여를 받는다(예: 검토된 각 이미지당 US$ 0.01). 공연 노동자들은 소노동(microlabor) 플랫폼에 지불금을 축적한다.

## 같이 보기
- 해외직구
- 디지털 배급
- 드랍쉬핑
- 온라인 쇼핑